# Cratere Kazumura
Kazumura è un cratere sulla superficie di 243 Ida.